# Stuart Hall (Musiker)

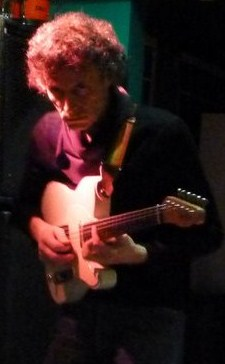
Stuart Hall (2011)

Stuart Hall ist ein britischer Jazzviolinist, -gitarrist und -bassist. Neben den genannten Instrumenten spielt Hall auch traditionelle und historische Instrumente wie Oud, Bouzouki, Saz, Banjo, Tres, Lyra und Gadulka.
Er nahm Alben mit Lol Coxhill, Django Bates und Human Chain, Steve Argüelles und Billy Jenkins auf. Auch spielte er mit Tim Berne und gehörte zu den Loose Tubes und zur Generation Big Band von Alec & John Dankworth.
Mit Belinda Sykes’ Gruppe Joglaresa spielte er auch mittelalterliche Musik.
Mit Huw Warren, Eddie Parker und Martin France gründete Hall die Hermetologist, die die Musik von Hermeto Pascoal spielen. Neben Paul Clarvis ist er Co-Leader des Orquestra Mahatma.
Seit 1999 unterrichtet er an der Jamey Aebersold Jazz Summer School. Er leitet die Bachelorkurse im Fach Jazz an der Middlesex University, wo Rockviolinisten wie Joolz Heath zu seinen Schülern zählte und unterrichtet an der Royal Academy of Music.